# Helza
A Helza női név.

## Gyakorisága
A 2000-es években nem szerepel a 100 leggyakoribb női név között.

## Névnapok
- június 8.
- július 11.
- szeptember 11.